# Кут, Хальвдан
Хальвдан Кут (норв. Halvdan Koht; 7 июля 1873, Тромсё — 12 декабря 1965, Люсакер, Берум, Акерсхус) — норвежский историк, биограф, политический деятель. В 1929—1937 годах депутат парламента, министр иностранных дел в марте 1935 — декабре 1940 года.

## Биография
Окончил в 1908 году университет в Кристиании (ныне Осло) со степенью доктора наук, выступал с лекциями в разных странах, в 1910—1935 годах — профессор истории.

### Политик
В юности был членом либеральной партии Венстре, на съезд которой его в 1891 году привёз отец. Он тогда также был членом Норвежского студенческого общества. С 1890-х годов его взгляды изменились в сторону социалистических (а в научных изысканиях — к историческому материализму), и после возвращения из США в 1909 году Кут стал членом Норвежской рабочей партии. В 1916—1919, 1928—1931 и 1931—1934 годах представлял её в местном совете Берума.

### Борец за мир
В 1918—1936 годах был членом норвежского Нобелевского комитета, присуждающего Нобелевскую премию мира. Активный участник движения за мир, с 1913 года — член Международного института мира (l’Institut International de la Paix).
Боролся за усиление институтов, поддерживавших международное публичное право. С 1923 года участвовал в международном арбитраже по вопросу о принадлежности Восточной Гренландии. Вместе с консервативным политиком К. Й. Хамбро пытался разрешить территориальный вопрос дипломатическими средствами, достигнув на переговорах торговых гарантий для Норвегии. Однако правительство Партии центра осуществило аннексию Земли Эрика Рыжего.

### Дипломат
20 марта 1935 года был назначен министром иностранных дел в кабинете Юхана Нюгорсвольда. на посту министра первым делом убедил однопартийцев, что Норвегии не стоит выходить из Лиги Наций. Был сторонником политики нейтралитета, возражал против любого наращивания военного потенциала.
Во время гражданской войны в Испании отстаивал политику «невмешательства», запрещая не только продажу или транспортировку вооружений и амуниции для законного республиканского правительства, но и участие норвежских подданных в добровольческих Интербригадах. Более того, он игнорировал перехваты норвежских гражданских судов франкистским военным флотом, пытался заключить с франкистами торговое соглашение и признал правительство Франко уже через три дня после падения Мадрида. Всё это вызывало резкую критику со стороны собственной партии Кута и её лидера Мартина Транмеля, поддерживавших республиканцев.
Деятельность Кута на посту министра иностранных дел подвергалась критике в послевоенное время за проводимую в то время политику нейтралитета (с самого начала Второй мировой войны Норвегия объявила себя нейтральной страной), закончившейся оккупацией Норвегии фашистской Германией. После оккупации и переезда в 1940 году правительства в Великобританию находился в эмиграции до конца войны, после окончания которой отошёл от политики, занимался научной деятельностью.

### Историк
В 1912—1927 и 1932—1936 годах председательствовал в Норвежском историческом обществе, президент Норвежской Академии наук (1923—1939), президент Международного комитета исторических наук (1926—1933).
На VI Международном конгрессе историков в Осло в 1928 году, будучи председателем, сделал доклад о роли классовой борьбы в истории, используя принципы марксистской методологии.
Свои работы Кут писал на нюнорске, в 1921—1925 годах возглавлял организацию «Noregs Mållag», занимающуюся распространением новонорвежского языка.